# Frans Blom

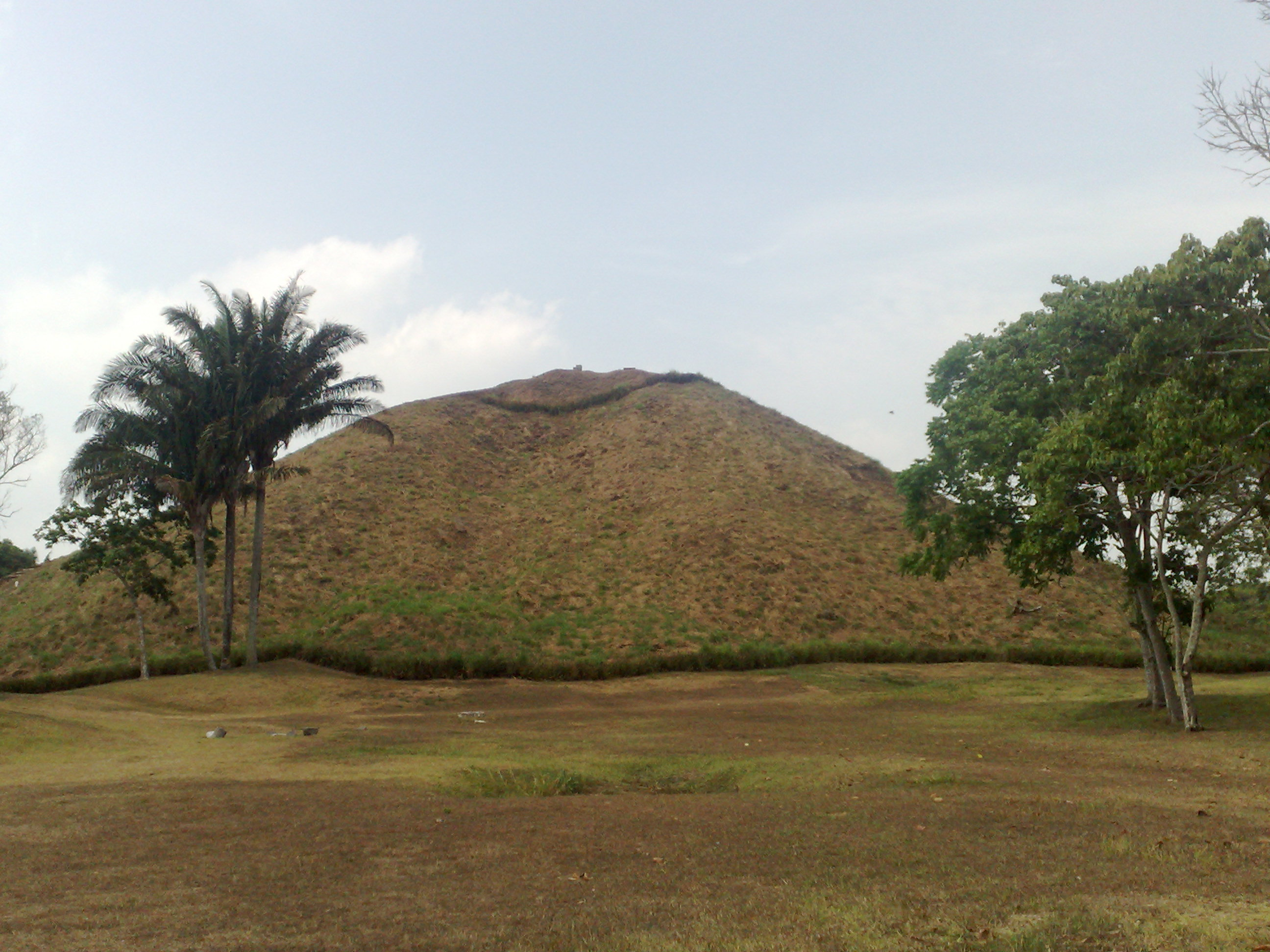
La gran pirámide de La Venta, en el estado mexicano de Tabasco.

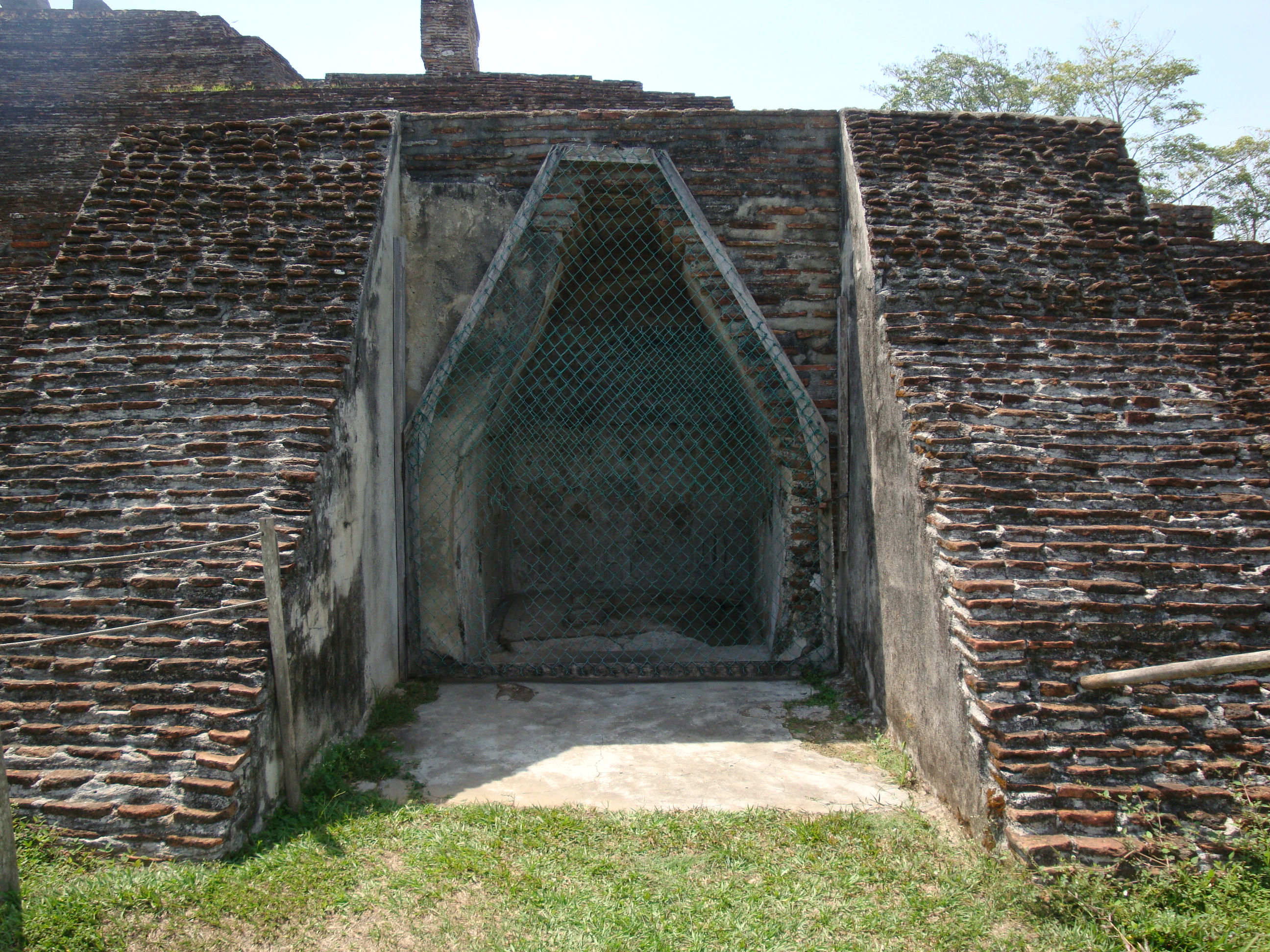
Tumba de los Nueve Señores de la Noche descubierta por Blom en Comalcalco, Tabasco, en 1925.

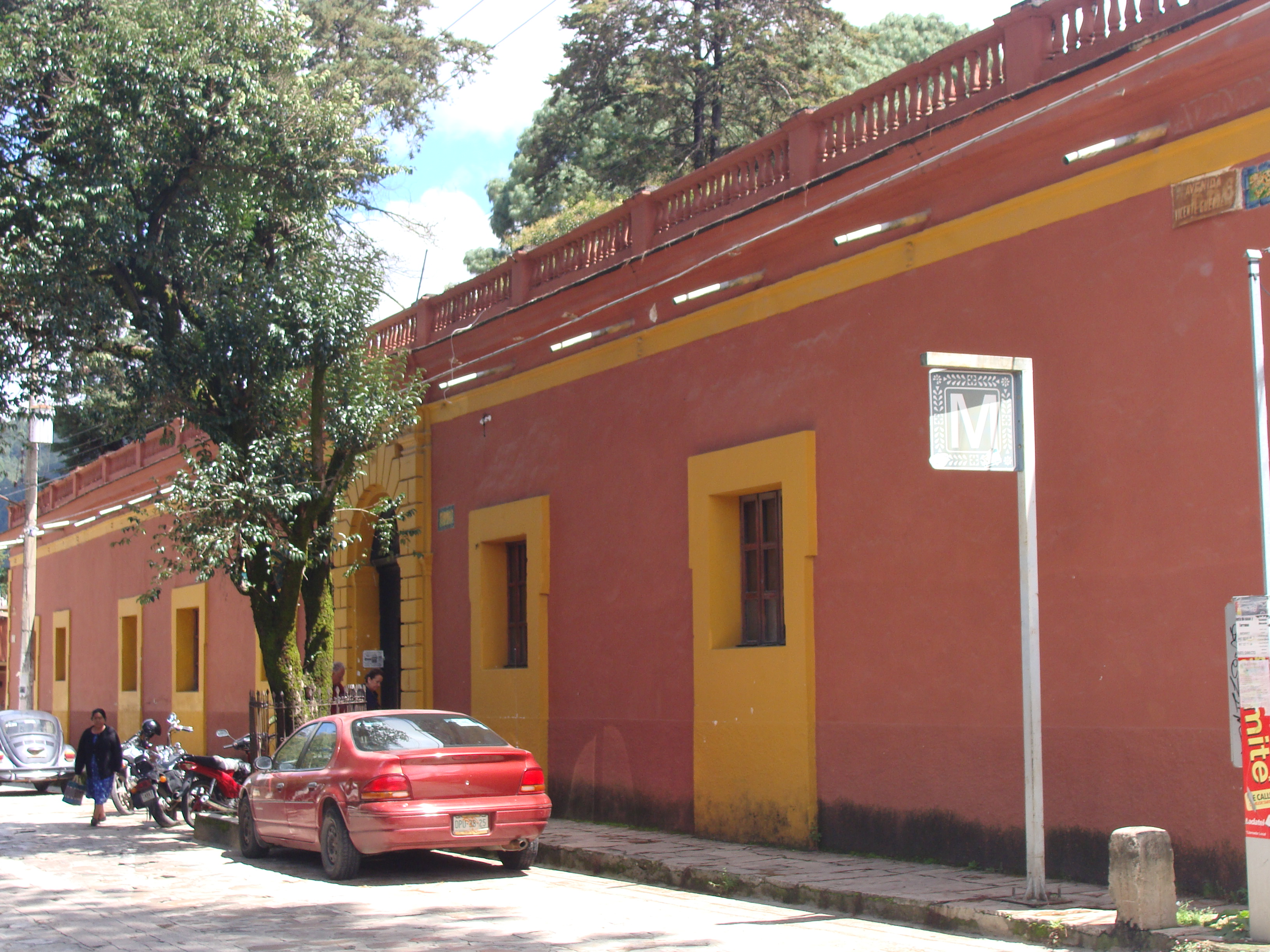
Casa Na Bolom en San Cristóbal de las Casas, Chiapas.

Frans Blom (Copenhague, 9 de agosto de 1893-San Cristóbal de las Casas, 22 de junio de 1963) fue un arqueólogo danés, establecido en México en 1919 y fallecido en Chiapas, donde vivía con su mujer, la fotógrafa Gertrude Duby Blom.

## Biografía
Hizo trabajos de arqueología y etnografía desde muy joven en el sureste de México, principalmente entre las etnias lacandona, tzotzil y tzeltal.
Trabajó en México desde su juventud, época en la que se interesó por la arqueología después de haber hecho estudios en Historia del Arte en la Universidad de Copenhague. Realizó por su cuenta y sobre la base de su vocación, trabajos de documentación sobre la cultura maya. Con este antecedente, llegó a la Universidad de Harvard donde estableció una relación con el mayista Sylvanus G. Morley, quien lo motivó a perseverar en sus estudios sobre los mayas mientras estudiaba arqueología. Al terminar sus estudios en Harvard fue contratado por la Universidad de Tulane bajo cuyo patrocinio hizo varios viajes de estudio y reconocimiento a diversos yacimientos arqueológicos de Mesoamérica, dando preferencia al estado de Chiapas en México.

## Descubrimiento de La Venta
Frans Blom y Oliver La Farge descubrieron en 1925, el sitio arqueológico de La Venta, en el estado mexicano de Tabasco, considerado el centro religioso y urbano más importante de la cultura olmeca. La Venta fue descubierta cuando ambos realizaron una expedición y exploración en la zona con el apoyo de la Universidad de Tulane, haciendo las primeras descripciones detalladas de esta ciudad prehispánica que se caracteriza por su arquitectura de tierra, por sus cabezas colosales, por poseer la pirámide más antigua de Mesoamérica y por representar el primer trazo urbano del México antiguo.

## Expedición a Comalcalco
En ese mismo año de 1925 Frans Blom y el etnólogo Oliver La Farge realizaron una expedición a la ciudad maya de Comalcalco, en el estado de Tabasco. A estos investigadores se debe la elaboración del primer plano del área central que incluía la Plaza Norte, así como la elaboración de distintas e inéditas tomas fotográficas y litografías de los edificios de la Gran Acrópolis. Corresponde también a estos científicos el descubrimiento de una cripta funeraria, llamada Tumba de los Nueve Señores de la Noche debido al número de personajes representados. Estas esculturas modeladas en estuco, contaban con algunos cartuchos glíficos refiriendo el nombre de las personas que formaban parte del séquito del kujjul ajaw o ‘divino señor’ allí sepultado. Las descripciones de estos trabajos fueron publicadas en el libro Tribus y templos, editado en 1926.

## Su regreso a México
Durante su estancia en México se vinculó, en 1943, con la fotógrafa y etnógrafa suiza Gertrude Duby, inmigrante como él, con quien compartía intereses profesionales. Decidió entonces establecerse en Chiapas a fin de hacer investigaciones sobre la selva lacandona y sus indígenas. 
Trudy y él establecieron su residencia en San Cristóbal de las Casas, en donde fundaron una casa-hotel-museo a la que llamaron Na Bolom (La casa del jaguar, en maya tzotzil), desde donde expusieron al mundo la realidad de la etnia lacandona y la grave depredación a la que estaba siendo sujeta esa región selvática. Este centro cultural de investigación al que dedicó todos sus esfuerzos, sirvió y sirve aún, como una institución para la preservación del patrimonio cultural y étnico de las diferentes etnias mayas que viven en Chiapas.
Cuando años más tarde, en 1954, recibió la Medalla al Mérito Ciudadano en Chiapas, Frans Blom dijo que se había vuelto chiapaneco por completo y que si pudiera escoger un lugar para volver a nacer lo haría en esa región mexicana.
Tras la muerte del arqueólogo danés, en 1963, su esposa continuó hasta el fin de sus días en 1993, con la importante tarea de investigación etnográfica y fotografía que juntos habían emprendido.